# Dominic Guard

Dominic Guard in Messaggero d'amore (1971)

Dominic Guard (Londra, 18 giugno 1956) è un attore britannico.

## Biografia
Ha recitato insieme a Richard Burton e Billy Connolly, è stato doppiatore nella serie animata del  Signore degli Anelli presa dalla trilogia, dove ha prestato la sua voce a Pippin. È sposato con l'attrice Sharon Duce con la quale ha avuto due figli. Ha abbandonato il cinema per dedicarsi alla Psicoterapia.

## Filmografia
- Messaggero d'amore (The Go-Between) (1971)
- The Hands of Cormac Joyce (1972) Film TV
- La storia di Lady Hamilton (Bequest to the Nation) (1973)
- Il conte di Montecristo (The Count of Monte-Cristo) (1975) Film TV
- Picnic ad Hanging Rock (Picnic at Hanging Rock) (1975)
- How Green Was My Valley (1975) Miniserie TV
- Three Piece Suite, nell'episodio "Bitter Suite / Entrance Fee / Public Lives" (1977)
- BBC2 Play of the Week, nell'episodio "Able's Will" (1977)
- Il Signore degli Anelli (The Lord of the Rings) (1978) (voce)
- L'assoluzione (Absolution), regia di Anthony Page (1978)
- One Fine Day (1979) Film TV
- Gli occhi del parco (The Watcher in the Woods) (1980)
- Maybury (1981) Serie TV
- Alice (Alicja) (1982)
- An Unsuitable Job for a Woman (1982)
- Crown Court, nell'episodio "On the Defensive" (1982)
- Cousin Phillis (1982) Film TV
- Gandhi (Gandhi) (1982)
- Doctor Who (Doctor Who), negli episodi "Terminus I" (1983), "Terminus II" (1983), "Terminus III" (1983) e "Terminus IV" (1983)
- The Hello Goodbye Man (1984) Serie TV
- A Woman of Substance (1984) Miniserie TV
- Big Deal, nell'episodio "Playing the Ace" (1986)
- Casualty, nell'episodio "Cascade" (1992)
- The Gingerbread Girl (1993) Serie TV
- Wycliffe, nell'episodio "Happy Families" (1995)
- Pond Life (1996) Serie TV
- Poirot (Agatha Christie: Poirot), nell'episodio "Se morisse mio marito" (2000)

## Doppiatori italiani
- Massimo Lodolo in Gli occhi del parco